# Thurman Thomas
Thurman Lee Thomas (Houston, 16 maggio 1966) è un ex giocatore di football americano statunitense nel ruolo di running back che ha trascorso la maggior parte della carriera nella National Football League (NFL) con i Buffalo Bills. Al college giocò a football all'Università statale dell'Oklahoma a Stillwater. Thomas fu inserito nella Pro Football Hall of Fame nel 2007 e nella College Football Hall of Fame nel 2008.

## Carriera professionistica

### Buffalo Bills
Un infortunio al ginocchio tolse a Thomas tolse una sicura chiamata al primo giro nel Draft NFL 1988 facendolo slittare al secondo giro (40º assoluto) dove fu selezionato dai Buffalo Bills. Thomas è conosciuto per essere parte dell'attacco che con Jim Kelly e Andre Reed guidò i Bills a quattro apparizioni al Super Bowl consecutive nella prima metà degli anni 90.
Thomas fu il leader nelle corse della AFC nel 1990, 1991 e 1993. Nelle prime tre stagioni della sua carriera, Thomas giocò in tutto dodici partite con meno di cento yard corse in totale. I Bills vinsero ognuna di quelle partite. Nel 1989 e 1990, le sue yard totali corse dalla linea di scrimmage furono 3.742. Questo risultato fu oltre duecento yard migliore di qualsiasi altro giocatore nella NFL. Fu inserito nella formazione ideale della stagione nel 1990 e 1991, selezionato per cinque Pro Bowl consecutivi dal 1989 al 1993 e nominato MVP della NFL nel 1991, dopo essere diventato l'11º giocatore della storia ad avere chiuso una stagione con più di 2.000 yard totali. Attualmente, Thomas occupa il 12º posto nella classifica di tutti i tempi della NFL per yard corse in carriera.
Thomas attualmente detiene il record di franchigia dei Buffalo Bills per il maggior numero di yard corse con 11.938 yard nonché il record per le yard corse dalla linea di scrimmage con 16.279 in dodici anni. È anche al quarto posto della squadra per punti segnati. In totale Thomas ha terminato le sue tredici stagioni (la 13ª giocata a Miami) con 12.074 yard corse, 472 ricezioni per 4.458 yards e 88 touchdown (65 corsi e 23 ricevuti) con 16.532 yard totali dalla linea di scrimmage. È uno dei soli sei giocatori (con Jim Brown, Lenny Moore, Marcus Allen, Marshall Faulk e Herschel Walker) ad avere superato i sessanta touchdown su corsa e i venti su ricezione.
Thomas è l'unico giocatore della storia della NFL ad avere guidato la lega in yard totali dalla linea di scrimmage per 4 stagioni consecutive. È uno dei soli sei running back ad avere accumulato oltre quattrocento ricezioni e 10.000 yard corse. Walter Payton, Marshall Faulk, Marcus Allen, Tiki Barber e LaDainian Tomlinson sono gli altri cinque. Thomas è inoltre uno dei soli cinque running back ad avere corso oltre 1.000 yard in otto stagioni consecutive con Curtis Martin, Barry Sanders, Emmitt Smith e Tomlinson.
Thomas stabilì inoltre i record NFL nei playoff per punti segnati (126), touchdown (21) e gare consecutive con almeno un touchdown (9). In tutto, egli corse per 1.442 yard e ricevette 76 passaggi per 672 yard in 21 gare di playoff. Nella sconfitta nei playoff del 1989 contro i Cleveland Browns, Thomas registrò tredici ricezioni per 150 yard e due touchdown, stabilendo il record di ricezioni per un running back e pareggiando il tight end Kellen Winslow per il record di maggior numero di ricezioni in una gara di playoff. È stato inoltre il primo e unico giocatore della storia a segnare un touchdown in quattro Super Bowl consecutivi.

### Miami Dolphins
Thurman Thomas giocò con i Buffalo Bills per dodici stagioni. Quando i Bills esaurirono lo spazio nel salary cap, nel 2000, Thomas firmò un contratto con gli arcirivali dei Miami Dolphins. Egli patì un infortunio al ginocchio il 12 novembre 2000 contro i San Diego Chargers che mise fine alla sua carriera. Dopo la decisione di ritirarsi Thurman firmò un contratto di un giorno il 27 febbraio 27 2001 con Buffalo per potersi ritirare come un giocatore dei Bills.
Thurman Thomas fu eleggibile per l'induzione nella Pro Football Hall of Fame nel 2006. In quell'anno egli fece parte della lista dei dieci finalisti ma non fu uno dei sei giocatori a entrare nell'arca della gloria quell'anno. Il 23 febbraio dell'anno seguente fu inserito nella Hall of Fame.

## Thomas nella cultura di massa
Thomas è famoso anche per essere stato davvero impossibile da bloccare nel gioco Nintendo Tecmo Super Bowl. In molti tornei del gioco, i Bills erano spesso scelti dai giocatori e spesso banditi poiché la controparte computerizzata di Thurman dava agli utilizzatori di Buffalo un eccessivo vantaggio. Lo stesso accadeva con Bo Jackson dei Los Angeles Raiders. Derek Schaul, il campione di Tecmo dello stato dell'Illinois, nel 1995 coniò la frase "Ain't no stoppin' me.... Ain't no stoppin' Thurman T!" (traduzione "Non puoi fermarmi...non puoi fermare Thurman T!") mentre correva per segnare il touchdown della vittoria nel torneo, (contro Neill Power su ESPN) che divenne famosa tra i fan del gioco e rimase popolare per anni.

## Palmarès

### Franchigia
- American Football Conference Championship: 4

Buffalo Bills: 1990, 1991, 1992, 1993

### Individuale
- MVP della NFL: 1

1991
- Miglior giocatore offensivo dell'anno della NFL: 1

1992
- Convocazioni al Pro Bowl: 5

1989, 1990, 1991, 1992, 1993
- First-team All-Pro: 3

1989, 1990, 1991
- Second-team All-Pro: 2

1992, 1993
- NEA NFL MVP: 1

1991
- SN NFL MVP: 1

1991
- PFWA NFL MVP: 1

1991
- UPI Giocatore offensivo dell'anno della AFC: 1

1992
- Giocatore offensivo dell'anno della AFC: 1

1991
- First-team All-AFC: 5

1989, 1990, 1991, 1992, 1993
- Second-team All-AFC: 1

1994
- Club delle 10.000 yard corse
- Formazione ideale della NFL degli anni 1990
- Formazione ideale del 50º anniversario dei Buffalo Bills
- Pro Football Hall of Fame (Classe del 2007)
- Buffalo Bills Wall of Fame (Classe del 2005)
- College Football Hall of Fame (Classe del 2008)

## Statistiche
| Partite totali             | 167    |
| Partite totali da titolare | 113    |
| Yard su ricezione          | 4.458  |
| Touchdown su ricezione     | 23     |
| Yard su corsa              | 12.074 |
| Touchdown su corsa         | 88     |